# Coming Around Again (canção)
"Coming Around Again" é uma canção da cantora estadunidense Carly Simon, lançada no álbum homônimo Coming Around Again (1987), sendo também escrita para a trilha sonora do filme Heartburn (1986). É a primeira faixa e primeiro single do álbum, tornando-se um dos maiores sucessos de Simon, alcançando a posição 18 na Billboard Hot 100 e a 5.ª na parada Billboard Adult Contemporary. Também foi um hit no Top 10 na Áustria, Irlanda, Holanda, Suécia e Reino Unido.

## Lista de faixas
- CD single

1. "Coming Around Again" – 3:31
2. "Itsy Bitsy Spider" – 3:34
3. "If It Wasn't Love" – 4:18

- Fita cassete

1. "Coming Around Again" / "Itsy Bitsy Spider" (Live at Martha's Vineyard) – 7:04
2. "Turn of the Tide" (1988 Democratic Convention Theme/Free to be a Family) – 4:04
3. "Let the River Run" (Theme from Working Girl) – 3:40

## Paradas e posições

### Semanais
| País/Parada (1986–87)                         | Melhor posição |
| --------------------------------------------- | -------------- |
| África do Sul (Springbok Radio)               | 15             |
| Alemanha (Offizielle Deutsche Charts)         | 21             |
| Austrália (Australian Music Report)           | 29             |
| Áustria (Ö3 Austria Top 75)                   | 6              |
| Bélgica (Ultratop 50 de Flandres)             | 14             |
| Canadá (RPM Top Singles)                      | 38             |
| Canadá (RPM Adult Contemporary)               | 7              |
| Estados Unidos (Billboard Adult Contemporary) | 5              |
| Estados Unidos (Billboard Hot 100)            | 18             |
| Europa (Eurochart Hot 100)                    | 22             |
| Irlanda (IRMA)                                | 5              |
| Países Baixos (Dutch Top 40)                  | 10             |
| Países Baixos (Single Top 100)                | 15             |
| Reino Unido (UK Singles Chart)                | 10             |
| Suécia (Sverigetopplistan)                    | 3              |